# Flustraat
De Flustraat is een straat in Paramaribo die loopt van de Kwattaweg langs de rotondo met daaraan het Academisch Ziekenhuis Paramaribo naar de Professor W.J. Kernkampweg.

## Bouwwerken
De straat begint bij de Combé Markt Junior aan de Kwattaweg. Aan de linkerzijde staan de  Koninkrijkszaal van Jehovah's Getuigen en de Openbare School (OS) Flustraat.
Voor de kruising met de Abraham P.H. Samsonstraat staat aan de rechterzijde het Militair Hospitaal Dr. F.A.C. Dumontier en na de kruising het Academisch Ziekenhuis Paramaribo (AZP). Via de rotonde met de Hermand D. Benjaminstraat en de Dr. Sophie Redmondstraat gaat aan de rechterzijde het AZP verder. Aan de linkerzijde zijn er afslagen naar de Del Pradostraat en de Naarstraat. Naast het AZP staat aan het eind het Elsje Finck-Sanichar College COVAB. De Flustraat eindigt op de Professor W.J. Kernkampweg.

## Gedenktekens
Hieronder volgt een overzicht van de gedenktekens in de straat:
| Onderwerp                                        | Type       | Onthulling       | Locatie                                        | Omschrijving                           |
| ------------------------------------------------ | ---------- | ---------------- | ---------------------------------------------- | -------------------------------------- |
| Sophie Redmond                                   | borstbeeld | Jo Rens          | Academisch Ziekenhuis Paramaribo               | eerste vrouwelijke creoolse dokter     |
| Borstbeeld van Paul Flu                          | borstbeeld | Jaap Gutterswijk | Academisch Ziekenhuis Paramaribo               | Paul Flu, pionier hygiënewetenschappen |
| Monument Ter Nagedachtenis van Covidslachtoffers | standbeeld | Rahied Abdoel    | bij de rotonde met de Dr. Sophie Redmondstraat | Covidcrisis in Suriname                |